# The People's Key
The People's Key är Bright Eyes åttonde studioalbum, utgivet 15 februari 2011, Conor Obersts födelsedag. Albumet mottog blandade recensioner, men klättrade till #13 på Billboard 200. Albumet låg som bäst som #46 på UK Albums Chart i Storbritannien.

## Låtlista
| Nr           | Titel                                                | Längd |
| ------------ | ---------------------------------------------------- | ----- |
| 1.           | "Firewall"                                           | 7:16  |
| 2.           | "Shell Games"                                        | 3:55  |
| 3.           | "Jejune Stars"                                       | 4:10  |
| 4.           | "Approximate Sunlight" (Conor Oberst / Nate Walcott) | 4:24  |
| 5.           | "Haile Selassie"                                     | 4:33  |
| 6.           | "A Machine Spiritual (In the People's Key)"          | 4:20  |
| 7.           | "Triple Spiral"                                      | 3:50  |
| 8.           | "Beginner's Mind"                                    | 3:55  |
| 9.           | "Ladder Song"                                        | 3:58  |
| 10.          | "One for You, One for Me"                            | 6:37  |
| Total längd: | Total längd:                                         | 46:58 |

(Alla låtar skrivna av Conor Oberst om inget annat angetts)

## Medverkande
Bright Eyes
- Conor Oberst – sång, gitarr, piano, keyboard
- Mike Mogis – gitarr, pedal steel guitar, ljudeffekter, programmering, percussion
- Nate Walcott – synthesizer, piano, orgel, mellotron

Bidragande musiker
- Andy LeMaster – sång, gitarr, basgitarr
- Matt Maginn – basgitarr
- Carla Azar – trummor, percussion
- Clark Baechle – trummor
- Shane Agsperen – trummor, percussion
- Laura Burhenn – sång
- Denny Brewer – schamanistisk vokal